# 黑龙江督军署
黑龙江督军署是中華民國初期在黑龍江省的最高军务行政机关。

## 历史
1912年3月15日，黑龙江省巡抚改为黑龙江省都督,是本省最高军事长官和民政长官，隶属于中华民国大总统。1913年7月改称“黑龙江省行政公署”与“黑龙江护军使公署”。1914年5月23日，北洋政府宣布各省民政长一律改称巡按使，省行政公署改称“黑龙江省巡按使公署”，设“镇安右将军使行署”（黑龙江将军公署）。1916年7月6日，黎元洪大总统颁布命令，各省军事长官为督军，设督军府；民政长官为省长，设省长公署。1922年，黎元洪提倡“废督裁兵”，将督军改为“督理某省军务善后事宜”，简称督理。也有的省份改称“督办军务善后事宜”，简称督办；1925 年2月12日设立督办黑龙江军务善后事宜公署，吴俊升从督军改为督办，办公地点仍在原督军署，辖区、职权均未变更。1928年12月29日，张学良把黑龙江省长公署改为省政府，实行省政府委员制，省政府主席执行省政府委员会的决议；黑龙江督军改为东北边防军驻江副司令长官。

## 黑龙江督军署旧址
黑龙江督军署，位于齐齐哈尔砖城内东北部、黑龙江将军衙门道北（今齐齐哈尔市卜奎大街与中华路交汇处齐齐哈尔市博物馆北侧，卜奎大街6号）。原为清嘉庆十一年建的齐齐哈尔副都统的私宅，又称为大人府。清朝末年，程德全署理黑龙江巡抚时，在大人府的宅址上开始营建，完成于周树模任黑龙江巡抚之期。先称都督府，后改为督军署。宋小濂、朱庆澜、毕桂芳、鲍贵卿、孙烈臣、吴俊生、万福麟、马占山等在此办公。此处的名称也是不断更改，清末及民国时期为黑龙江督军署、东北边防军驻江副司令长官公署（黑龙江副司令官公署），伪满时期为黑龙江警备司令部、第三军管区司令部。
解放后曾是黑龙江省人民政府办公驻所。1954年原黑龙江省、松江省两省合并，黑龙江省政府移驻哈尔滨，督军署旧址不再是黑龙江首府。黑龙江省政府迁走后，督军署原址移交黑龙江省地质四队使用，二十世纪七十年代初改为地质四队职工住宅。督军署的官舍群和附属办公建筑设施已群体拆除。1992年齐齐哈尔市博物馆破土动工，迁走了居民163户，拆掉大部建筑。1999年1月10日，黑龙江督军署旧址被公布为省级文物保护单位。今仍保留的建筑达一万多平方米，现存一幢二层砖木结构的楼房和一组“凹”字形的三栋平房，房屋前后二进。2002年修复 督军私宅建筑和新建督军署居民小区时，拆掉了西侧所有的建筑，并将卜奎北大街扩宽。